# Памятник Мусе Джалилю (Казань)
Памятник Мусе Джалилю — монументальный комплекс, установленный в 1966 году на площади 1 Мая в Казани в память о Герое Советского Союза, лауреате Ленинской премии — поэте-коммунисте Мусе Джалиле, участнике антифашистского подполья, казнённого в нацистской тюрьме в 1944 году.

## Описание
Памятник расположен у южного фасада казанского кремля напротив зданий Городской думы и Национального музея Республики Татарстан близ места, где в 1894—1918 годах был памятник Александру II.
Открытый 3 ноября 1966 года (в год празднования 60-летия со дня рождения Мусы Мустафаевича Залилова) памятник представляет собой пространственно-развитый комплекс, состоящий из трёх основных частей: площадки-стилобата, скульптуры и гранитной стенки. Авторы композиции: скульптор В. Е. Цигаль и архитектор Л. Г. Голубовский.
В 1974 году памятник Мусе Джалилю был включён в список памятников культуры РСФСР, подлежащих охране как памятники государственного значения.

### Площадка
Гранитная площадка трапециевидной формы, приподнятая над уровнем земли, упорядочивает неровный рельеф площади с большим перепадом высоты. В центре располагается цветник, в уменьшенном виде повторяющий конфигурацию площадки. По боковым сторонам поставлены скамьи из полированного гранита.
Со стороны Кремлёвской улицы расположена стоянка для легковых автомашин и туристических автобусов.
От проходящей внизу улицы Баумана и станции метро «Кремлёвская» к площадке с западной стороны ведёт лестница.
Дважды в год — 15 февраля (день рождения Мусы Джалиля) и 25 августа (годовщина казни «группы Курмашева») у памятника проводятся торжественные митинги с возложением цветов.

### Скульптура
Скульптура возвышается на 7,9 м от малого основания трапеции. Пластика фигуры отличается монументальной укрупнённостью форм, завершённостью и чёткостью моделировки.
Идейно-образный замысел динамичной композиции заключён в том, что Муса Джалиль дан в неукротимом порыве. Погибший в берлинской тюрьме Плётцензее поэт как бы разрывает сковывающие его путы колючей проволоки. Обнажённая по пояс фигура выражает мощь и энергию, гордо поднятая голова, непреклонный решительный взгляд говорят о мужестве, стойкости, нравственной силе и героизме.
На бронзовом пьедестале, представляющем единое скульптурное целое с фигурой Мусы Джалиля, факсимильная надпись: «М. Җәлил».

### Стенка
По длинному основанию трапеции площадки возведена стенка из гранитных блоков, частично полированных, частично лишь слегка обработанных. На блоках — стилизованные изображения ласточек и три цитаты из стихотворений Мусы Джалиля (на татарском и русском языках).
25 августа 1994 года в память о соратниках Мусы Джалиля и в связи с 50-летием со дня их гибели в тюрьме Плётцензее, на гранитной стенке был открыт посвящённый им барельеф. Он представляет собой портреты десяти членов татарского подполья: Гайнана Курмашева, Абдуллы Алиша, Фуата Сайфульмулюкова, Фуата Булатова, Гарифа Шабаева, Ахмета Симаева, Абдуллы Батталова, Зинната Хасанова, Ахата Атнашева и Салима Бухарова.